# ريان سميث (لاعب كرة قدم أمريكية)
ريان سميث (بالإنجليزية: Ryan Smith)‏ هو لاعب كرة قدم أمريكية أمريكي، ولد في 17 يوليو 1985 في دياموند بار في الولايات المتحدة.